# Trona (Califòrnia)
|  | Aquest article tracta sobre la població del comtat d'Inyo. Si cerqueu la població del comtat de San Bernardino, vegeu «Trona (comtat de San Bernardino)». |

Trona és un lloc designat pel cens al comtat d'Inyo, Califòrnia, al costat de la comunitat no incorporada de Trona (comtat de San Bernardino). Trona és a una altura de (519 msnm). El cens de 2010 dels Estats Units comptabilitzava la població de Trona en 18 habitants.

Segons el cens del 2010 la densitat de població era d'1,9 persones per milla quadrada (0,7 / km²). La distribució per races de Trona era de 18 (100, 0%) blanca sense hispans ni llatins segons les categories racials definides pel cens. El Cens Del 2010 informava que les 18 persones (100% de la població) vivien en llars. Hi havia 5 llars, on a tres d'elles (60,0%) hi vivien menors de 18, quatre d'elles (80,0%) eren parelles heterosexuals casades vivint juntes, sense famílies monoparentals. Tampoc detectà cap parella heterosexual ni homosexual sense casar. En un dels habitatges (20,0%) hi vivia una sola persona i en cap d'aquestes cinc llars hi havia majors de 65 anys. La mitjana de persones per habitatge era de 3,60. De les quatre famílies (80,0% de totes les cases); la grandària mitjana de la família era 4,25.
La població es repartia de la següent manera 8 persones (44,4%) menors de 18, cap persona (0%) d'entre 18 i 24 anys, 5 persones (27,8%) entre 25 i 44, 5 persones (27,8%) d'edat de 45 a 64 i cap persona (0%) de 65 anys o més. L'edat mitjana va ser de 30,0 anys. Per cada 100 dones hi havia 80,0 homes. Per cada 100 dones majors de 18 anys, hi havia 100, 0 homes.
Hi havia 6 habitatges amb una densitat mitjana de 0,6 habitants per milla quadrada (0,2 per km²), dels quals 3 (50,0%) eren ocupades pels seus propietaris, i dues (40,0%) eren ocupades per llogaters. La taxa de vacants dels propietaris era el 0%; la taxa de vacants de llogaters era del 0%. Dotze persones (66,7% de la població) vivien en habitatges ocupats pels seus propietaris i 6 persones (33,3%) vivien en habitatges de lloguer.